# Enterprise n.º 142
Enterprise n.º 142 es un municipio rural canadiense situado en la provincia de Saskatchewan.

## Superficie
Enterprise n.º 142 tiene una superficie de 998,47 km².

## Demografía
En 2021, tenía 110 habitantes, una densidad poblacional de 0,1 hab./km², y 72 viviendas.